# Michelle Gurevich
Michelle Gurevich (Toronto, 1980 –) kanadai énekesnő. Gurevich Torontóban született orosz-zsidó bevándorlók gyermekeként; anyanyelve orosz. Apja mérnök volt Leningrádban, Oesszából származó édesanyja pedig Kirov Színház balerinája volt. A „Chinawoman” színpadi nevet hatásos viccnek szánta, amikor az »Apple GarageBand« színpadi nevet kért tőle.
Michelle Gurevich zenei mintái Alla Boriszovna Pugacsova, Adriano Celentano, Charles Aznavour, Yoko Ono, Francis Lai, Nino Rota, Xavier Dolan, Todor Kobakov és Jennifer Castle.

## Pályafutása
Szülei zenei gyűjteményét hallgatva nőtt fel, amely az 1970-es évek szovjet és európai lemezeit tartalmazta. Gurevich 2010-ben lépett fel először Torontó Kensington negyedében, a Graffiti's bárban. Nem sokkal később meghívást kapott egy lengyelországi show-ra.
Tulajdonképpen az oroszok vették észre először a zenémet. Az történt, hogy amikor először tettem fel a dalaimat az internetre, nem volt se menedzserem, se semmim. Valaki elküldte őket valakinek Oroszországba.
2010-ben Gurevich Berlinbe költözött. Bár műveiben az orosz hatások érződnek, de nem alkot orosz zenét. Legnagyobb rajongótábora Kelet-Európában van. Zenei tevékenysége elejétől kezdve ottnában ír és rögzít dalokat.
Számos alkalommal lépett fel Lengyelországban: 2011 (Varsó, Krakkó), 2012 (Szczecin), 2017 (Varsó − két koncert, Katowice, Poznań), 2019 (Varsó), 2022 (Wrocław, Varsó, Krakkó), 2023, (Gdańsk) Poznań, Katowice, Varsó).

## Stúdiólbumok
- 2007: Party Girl
- 2010: Show Me the Face
- 2014: Let's Part in Style
- 2016: New Decadence
- 2018: Exciting Times
- 2020: Ecstasy in the Shadow of Ecstasy

### Kislemezek
- 2008: Russian Ballerina
- 2013: Kiss in Taksim Square
- 2019: Poison In My Mind
- 2020: Love From A Distance
- 2021: No One Answer
- 2021: Ho Fatto L'amore Con Me
- 2021: Losing Touch
- 2021: Forever Awkward
- 2022: Goodbye My Dictator
- 2022: Aliens Wanna Touch